# Himalmartensus
Genre
Himalmartensus est un genre d'araignées aranéomorphes de la famille des Amaurobiidae.

## Distribution
Les espèces de ce genre se rencontrent au Népal et en Inde.

## Liste des espèces
Selon World Spider Catalog (version 25.5, 22/07/2024) :
- Himalmartensus ausobskyi Wang & Zhu, 2008
- Himalmartensus martensi Wang & Zhu, 2008
- Himalmartensus nandadevi Quasin, Siliwal & Uniyal, 2015
- Himalmartensus nepalensis Wang & Zhu, 2008

## Publication originale
- Wang & Zhu, 2008 : « Himalmartensus, a new genus of the spider family Amaurobiidae from Nepal (Araneae). » The Journal of Arachnology, vol. 36, p. 241-250 (texte intégral).